# Cheiletha phoenix
Cheiletha phoenix är en mångfotingart som beskrevs av Chamberlin 1955. Cheiletha phoenix ingår i släktet Cheiletha och familjen storjordkrypare. Inga underarter finns listade i Catalogue of Life.